# Gaston Kaboré
Gaston Kaboré (Bobo-Dioulasso, 23 april 1951) is een Burkinees filmmaker.

## Biografie
Kaboré studeerde geschiedenis aan het Centre d'Etudes Supérieures d'Histoire in Ouagadougou en behaalde een Master-titel in dit vak aan de Sorbonne. In Parijs deed hij daarna een studie aan de École Supérieure d'Études Cinematographiques. Teruggekeerd in Afrika werd hij tot directeur van het Institut African d'Education Cinematographique benoemd.
Kaboré maakt films sinds 1982. Terugkerende thema's zijn kinderen, vrouwen en mensen die aan het werk zijn. In 1997 ontving hij de prijs van het Panafrikaans Festival van Ouagadougou voor Film en Televisie voor zijn filmepos Buud Yam.
Kaboré houdt zich veel met filmonderwijs bezig. Eind jaren 90 richtte hij in Ouagadougou het instituut Imagine op, dat jongeren opleidt in filmtechniek.
Kaboré was jurylid van het Filmfestival van Cannes, van het Filmfestival van Venetië en van de Berlinale.

## Filmografie
- 1983: Wend Kuuni
- 1988: Zan Boko
- 1992: Rabi
- 1995: Lumière and Company
- 1997: Buud Yam

- Bibliothèque nationale de France: cb14010550v (data)
- Gemeinsame Normdatei: 141725893
- International Standard Name Identifier: 0000 0000 8154 3381
- Library of Congress Control Number: n85376695
- Nationale Bibliotheek van Tsjechië: jo2018998680
- Nationale Bibliotheek van Israël: 987007397811705171
- Nederlandse Thesaurus van Auteursnamen: 216112419
- SNAC: w62v5td8
- Système universitaire de documentation: 052172562
- Virtual International Authority File: 74049131
- WorldCat: E39PBJcWyxR8VQFQtkBdGxhbVC